# منتخب الصين لاتحاد الرغبي للسيدات
منتخب الصين لاتحاد الرغبي للسيدات هو ممثل الصين الرسمي في المنافسات الدولية في اتحاد الرغبي . تأسس في 17 نوفمبر 2006.